# Бардело
Бардело (итал. Bardello) је насеље у Италији у округу Варезе, региону Ломбардија.
Према процени из 2011. у насељу је живело 1377 становника. Насеље се налази на надморској висини од 251 м.

## Становништво
| 1931. | 1936. | 1951. | 1961. | 1971. | 1981. | 1991. | 2001. | 2011. |
| ----- | ----- | ----- | ----- | ----- | ----- | ----- | ----- | ----- |
| 757   | 699   | 723   | 852   | 1.194 | 1.268 | 1.280 | 1.218 | 1.550 |